# کارل پشک
کارل پشک (چکی: Karel Pešek; ۲۰ سپتامبر ۱۸۹۵ – ۳۰ سپتامبر ۱۹۷۰) بازیکن فوتبال و بازیکن هاکی روی یخ اهل چکسلواکی بود.
از باشگاه‌هایی که در آن بازی کرده‌است می‌توان به باشگاه فوتبال زبرویوفکا برنو و باشگاه فوتبال اسپارتا پراگ اشاره کرد.
وی همچنین در تیم ملی فوتبال چکسلواکی بازی کرده‌است.